# Talaia de Montmell
El Puig de la Talaia, també anomenat Talaia del Montmell, és un cim de 861,3 metres que es troba al municipi del Montmell, a la comarca del Baix Penedès. És el punt més alt de la serra del Montmell, així com el sostre comarcal del Baix Penedès. Al cim s'hi pot trobar el vèrtex geodèsic número 272128001. Al seu vessant meridional neix la riera de la Bisbal per la confluència d'uns torrents entre els quals el Torrent de Mas Campanera. Aquest cim està inclòs al Repte dels 100 cims de la Federació d'Entitats Excursionistes de Catalunya amb el nom de «Talaia del Montmell».

## Monuments destacats[3]
- Església Nova de Sant Miquel, ermita, darreria del segle xvi
- Església vella
- Ermita de Sant Miquel del Montmell, ermita del segle xii
- Ruïnes del castell a la Dent del Montmell del qual el primer esment escrit data del segle ix
- Sant Marc de la Muntanya